# ᄀᆞᆸ
ᄀᆞᆸ(제주어: ᄀᆞᆸ)은 하늘과 땅, 인간과 비인간, 산 자와 죽은 자의 구분을 가리키는 제주도 무속신앙의 우주론적 개념이다.
- 제주 창조신화에서는 우주가 원래 섞인 상태에서 하늘과 땅 사이에 ᄀᆞᆸ이 생겼다고 한다. 나중에 대별왕 신은 동물, 식물, 바위의 혀를 마비시켜 더 이상 말을 할 수 없게 만들고 산 자와 죽은 자를 물리적으로 분리함으로써 인간과 비인간 사이에 ᄀᆞᆸ을 만든다.[1]
- 다산신을 위한 일련의 의례인 불도맞이에서 무당들은 출산의 여신이자 어린아이의 수호신인 생불할망과 병을 보내 아기를 죽이고 자신의 지배하에 두는 죽은 아이들의 여신 구삼승할망 사이에 ᄀᆞᆸ을 만든다.[2]
- 정신 질환을 치료하기 위해 행해지는 의식인 두린굿에서 무당들은 인간 환자와 그들의 몸에 들어와 광기를 일으킨 악의적인 도깨비 사이에 ᄀᆞᆸ을 만들기 위해 노력한다.[3]

## 참고 문헌
- 강정식 (Kang Jeong-sik) (2015). 《Jeju Gut Ihae-ui Giljabi》 제주굿 이해의 길잡이 [A Primer to Understanding Jeju Ritual]. Jeju-hak Chongseo. Minsogwon. ISBN 9788928508150. 2020년 7월 11일에 확인함.
- 고광민 (Ko Kwang-min); 강정식 (Kang Jeong-sik) (2006).  National Research Institute of Cultural Heritage, 편집. 《Jeju-do Chuneun-gut》 제주도 추는굿 [The Dancing Ritual of Jeju Island]. Pia. ISBN 89-86148-28-5. 2020년 7월 28일에 확인함.
- 김선희 (Kim Sun-hee) (2011). “'Bepo-doeop-chim'-ui changjo-sinhwa-jeok seonggyeok” 「베포도업침」의 창조신화적 성격 [The nature of the Bepo-doeop-chim as a creation myth]. 《Yeongjueomun》 22: 61–90. ISSN 1598-9011. 2020년 6월 8일에 확인함.